# Tabatxni
Tabatxni - Табачный (rus) és un possiólok de la República d'Adiguèsia, a Rússia. Es troba a 8 km a l'oest de Tulski i a 6 km al sud de Maikop i pertany al municipi de Krasnooktiabrski.